# Marija Bakalova
Marija Valcseva Bakalova (bolgárul: Мария Вълчева Бакалова; Burgasz, 1996. június 4. –) bolgár színésznő. 
Egyik legismertebb alakítása a Borat utólagos mozifilm című filmben volt, mellyel – egyéb díjak és elismerések mellett – Oscar- és Golden Globe-díjakra jelölték. A Marvel-moziuniverzum filmjeiben és sorozataiban Kozmó, az űrkutya eredeti hangját kölcsönözte.

## Élete és pályafutása
1996. június 4-én született Burgaszban, Valcso Bakalov és Rumjana Bakalova lányaként. Hatéves kora körül kezdett énekórákat venni és furulyázni. 12 éves korában beiratkozott színjátszó osztályokba. Tizenévesen az irodalom, különösen Gabriel García Márquez, Jorge Luis Borges és Mihail Bulgakov munkássága iránt érdeklődött. A filmszínészi pályára A vadászat című film megtekintése inspirálta. Később Szófiába költözött, ahol a Színház- és Filmművészeti Nemzeti Akadémia drámaszakán tanult.
Első szerepe a XIIa című 2017-es bolgár filmben volt, majd ugyanebben az évben a szintén bolgár Transgression szereplőjeként ért el kritikai sikert. 2019-ben Az apa című bolgár–görög filmvígjáték-drámában szerepelt. 2020-ban következett a Borat utólagos mozifilm, a címszereplőt megformáló Sacha Baron Cohen filmbéli lányaként. Női mellékszereplőként Oscar- és Golden Globe-díjakra jelölték. 
Ezt követően a Women Do Cry (2021), A buborék (2022) és A galaxis őrzői: 3. rész  (2023) című filmekben volt látható. A The Apprentice – A Trump-sztori című 2024-es életrajzi filmben Ivana Trumpot játszotta.

## Filmográfia

### Film
| Év   | Magyar cím                      | Eredeti cím                    | Szerep             | Magyar hang        |
| ---- | ------------------------------- | ------------------------------ | ------------------ | ------------------ |
| 2017 |                                 | XIIa                           | Milena             |                    |
| 2017 |                                 | Transgression                  | Yana               |                    |
| 2019 | Az apa                          | The Father                     | Valentina fiatalon |                    |
| 2020 |                                 | Last Call                      | Alexandra          |                    |
| 2020 | Borat utólagos mozifilm         | Borat Subsequent Moviefilm     | Tutar Szaggyijev   | Andrusko Marcella  |
| 2022 | Játsszunk gyilkosost!           | Bodies Bodies Bodies           | Bee                | Gyöngy Zsuzsa      |
| 2022 | A buborék                       | The Bubble                     | Anika              | Andrusko Marcella  |
| 2022 |                                 | The Honeymoon                  | Sarah              |                    |
| 2023 |                                 | Fairyland                      | Paulette           |                    |
| 2023 | A galaxis őrzői: 3. rész        | Guardians of the Galaxy Vol. 3 | Kozmó (hangja)     | Kereki Anna        |
| 2024 |                                 | Electra                        | Francesca          |                    |
| 2024 | The Apprentice – A Trump-sztori | The Apprentice                 | Ivana Trump        | Laurinyecz Réka    |
| 2024 | Cukormáz nélkül                 | Unfrosted                      | Rada Adzhubey      |                    |
| 2024 |                                 | Triumph                        | Slava Platnikova   |                    |
| 2024 |                                 | Dirty Angels                   | bomba              |                    |
| 2025 |                                 | O Horizon                      | Abby               |                    |
| 2025 | A rosszfiúk 2.                  | The Bad Guys 2                 | Kunkori (hangja)   | Mikita Dorka Júlia |

### Televízió
| Év   | Magyar cím                           | Eredeti cím                                 | Szerep           | Megjegyzések                          |
| ---- | ------------------------------------ | ------------------------------------------- | ---------------- | ------------------------------------- |
| 2021 |                                      | Borat's American Lockdown & Debunking Borat | Tutar Szaggyijev | 1 epizód                              |
| 2022 | A galaxis őrzői – Ünnepi különkiadás | The Guardians of the Galaxy Holiday Special | Kozmó (hangja)   | különkiadás magyar hangja Kereki Anna |
| 2023 | Marvel Studios: Betekintés           | Marvel Studios: Assembled                   | önmaga           | 1 epizód                              |